# Salvator Mundi - El Salvador (Edimburg)
El tema del Salvator Mundi o El Salvador del Món, representat com assumpte independent dels Apostolats, és rar en el corpus pictòric d´El Greco. Aquest llenç d'Edimburg és la millor versió conservada d'aquesta temática.

## Tema
Salvator Mundi, o El Salvador del Món és un atribut de Crist i una manera convencional de representar-Lo en l'art. La seva figura apareix completa o només el tors, beneint amb la mà dreta el Món, mentre a la mà esquerra porta el globus, que simbolitza el Món. Els colors del ropatge són també convencionals: túnica vermella i mantell blau.

## Anàlisi
Oli sobre llenç; 72 x 57 cm.; National Gallery of Scotland, Edimburg.
És la millor versió d'aquest tema, i en excel·lent estat de conservació. Els reflexos blancs són d'una técnica perfecta. La túnica rosa contrasta amb el mantell, d'un color blau més clar que el globus, que és d'un blau grisós. El fons gris té també una tonalitat blavosa, i les carnacions es tornen blaves en les ombres.

## Procedència
- Juan de Ibarra, Madrid.
- Luis María Castillo, Madrid. (1908)
- Duquesa de Parcent, Madrid.
- Princesa de Hohenhole, Madrid.
- adquirit per la National Gallery of Scotland l'any 1952.